# 카트라이더 러쉬
카트라이더 러쉬는 넥슨코리아에서 개발한 모바일 자동차 경주 게임이다. 카트라이더 시리즈의 첫 iOS, 안드로이드를 지원하는 게임이며, 2010년에 글로벌 출시했으며 2012년 서비스를 종료했다. 카트라이더의 모바일 버전이며 카트라이더 러쉬의 후속작은 카트라이더 러쉬+이다. 카트라이더 슈퍼러쉬는 카트라이더 러쉬를 기반으로 한 사설게임이다.

## 후속작(모바일)

### 카트라이더 러쉬+
카트라이더 러쉬를 업그레이드해서 나온 후속작이다. 2015년에 서비스 종료됐다. 카트라이더 러쉬플러스와는 다른 게임이다.

### 카트라이더 러쉬스타
서비스가 종료된 카트라이더 모바일게임이다.

### 카트라이더 코인러쉬
마찬가지로 서비스 종료. 카카오게임이였다.

### 카트라이더 러쉬플러스
2018년에 중국에서 베타를 시작하고 2019년에 중국에서 출시한 게임. 2020년에 글로벌 서비스를 시작했다.

### 카트라이더 슈퍼러쉬
카트라이더 러쉬를 기반으로 한 팬메이드 게임이다. 전 카트라이더 러쉬플러스 프로게이머인 뚜윙클이 개발에 참여하였으며, 차량과 맵의 텍스쳐가 개조 된 것도 있다. 현재는 개발이 중단되었다.

## 같이 보기
- 넥슨 코리아
- 크레이지레이싱 카트라이더
- 카트라이더 러쉬
- 카트라이더 러쉬플러스
- 크레이지 아케이드
- 카트라이더 DRIFT
- 크레이지 파크